# Taiwo Akinkunmi
Taiwo Akinkunmi, né le 10 mai 1936 à Abeokuta et mort le 29 août 2023 à Ibadan, est un fonctionnaire nigérian. Il est connu pour avoir conçu le drapeau du Nigeria.

## Biographie
Taiwo Akinkunmi est né à Ibadan, d'origine Yoruba. Il a vécu avec son père jusqu'à l'âge de huit ans avant de déménager au nord du Nigeria où il commence ses études. Après avoir étudié à la Baptist Day School, Idi-Ikan à Ibadan où il finit en 1949, il rejoint l'année d'après l'Ibadan Grammar School (IGS) où il a reçu une éducation que lui même juge très bonne.
Il obtient par la suite un poste de fonctionnaire au secrétariat de la région occidentale à Ibadan après avoir quitté l'IGS en 1995. Il va par la suite étudier le génie électrique à la Norwood Technical College après être admis au concours d'entrée. Après son retour au Nigeria en 1963, il continue à travailler au secrétariat de la région occidentale d'Ibadan jusqu'à sa retraite en 1994. Le 29 septembre 2014, au centre de conférence d'Abuja, le président du Nigéria l'honore du titre d'officier de l'ordre de la République fédérale et de conseiller présidentiel honoraire à vie,,,.

## Conception du drapeau national
En 1958, Taiwo Akinkunmi participe au concours de conception du dessin du drapeau qui sera par la suite retenu comme le drapeau officiel du son pays,,.
- Conception originale d'Akinkunmi

- Version actuelle du drapeau national